# Luftangriffe auf Aschersleben

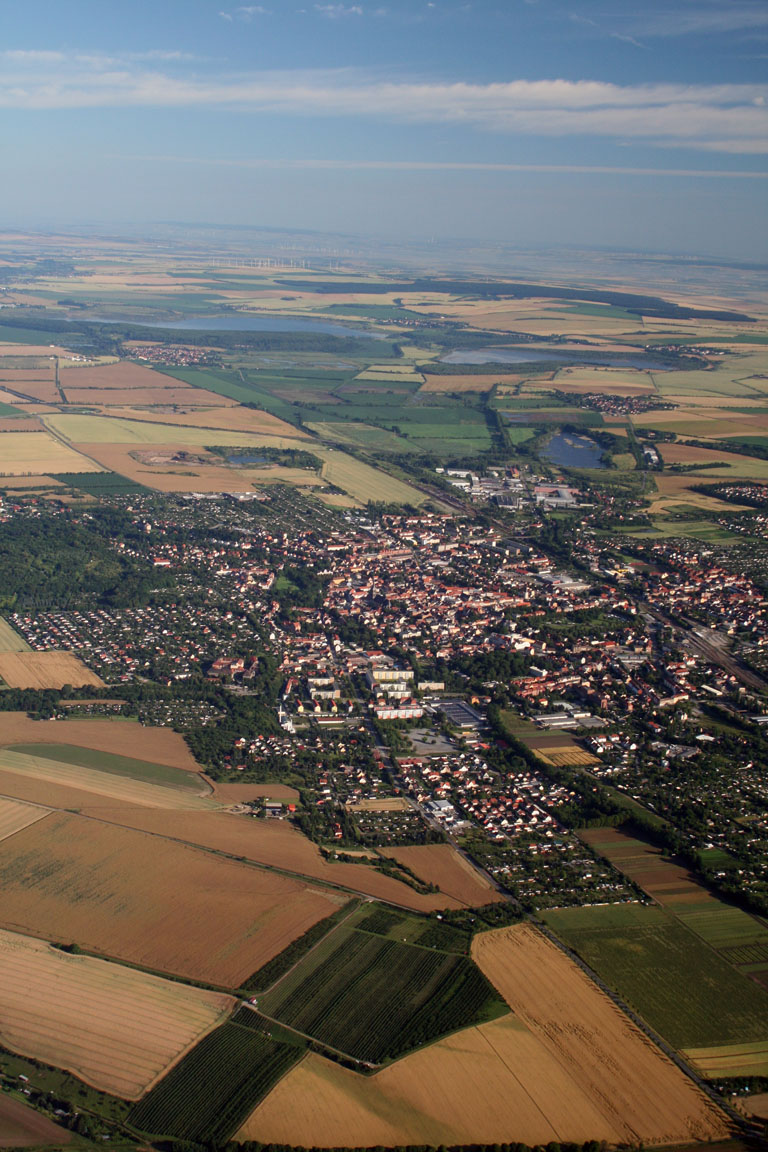
Aschersleben von Süden

Die Stadt Aschersleben und die benachbarten Junkers-Flugzeugwerke waren im Zweiten Weltkrieg in den Jahren 1944 und 1945 Ziel von sechs alliierten Luftangriffen. Einem Nachtangriff der britischen RAF folgten fünf Tagesangriffe der USAAF, vier davon mit schweren Bombern. 161 Boeing B-17 „Flying Fortress“ und B-24 „Liberator“ warfen 454 Tonnen Spreng- und Brandbomben. Teile der Stadt, das Junkers-Werk und die Eisenbahnanlagen wurden schwer getroffen. Mehr als 450 Menschen starben, 250 aus der Zivilbevölkerung und 200 Ausländer – dazu kamen zahlreiche Vermisste. 350 Wohnungen wurden zerstört oder beschädigt.

## Aschersleben

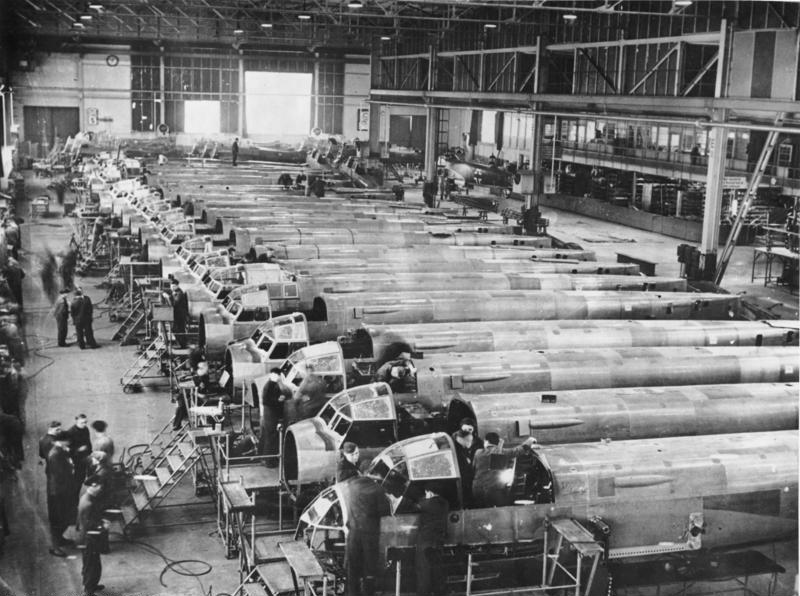
Bau von Junkers Flugzeugrümpfen

Aschersleben liegt im Tal des Flusses Eine und gilt von Nordosten her als „Tor zum Harz“. Die Stadt gehörte bis 1944 zur preußischen Provinz Sachsen. Aschersleben hat eine teils mittelalterliche Altstadt mit erhaltener Stadtbefestigung. Der Baedeker-Reiseführer von 1943 gibt 33.500 Einwohner an und schildert „lebhafte Industrie“ (Maschinen-, Papierwaren-Fabriken, Kali-Bergbau) sowie bedeutenden Samenbau und -handel. Seit 1937 war Aschersleben Garnisonstadt der Wehrmacht, besonders für schwere Flakartillerie. Es entstanden moderne Kasernenbauten, so an der Güstener Straße. Am Stadtrand an der Wilslebener Straße wurde auf Gelände mit früheren Kalischächten eine Heeresmunitionsanstalt (MUNA) errichtet. Am westlichen Stadtrand wurde ab 1935 als Zweigwerk der Junkers Flugzeug- und Motorenwerke Dessau eine Großanlage zur Serienproduktion von Flugzeugrümpfen für Junkers-Flugzeuge Junkers Ju 52, Junkers Ju 87 und Junkers Ju 88 errichtet. 1937 bis 1940 wurden viele neue Wohngebäude für die Belegschaft, einschließlich einer Eigenheim-Siedlung („Junkers-Siedlung“) gebaut. Im Krieg hatte das Junkers-Zweigwerk bis zu 7.000 Beschäftigte, darunter viele Ausländer (angeworbene Fremdarbeiter, Zwangsarbeiter, Kriegsgefangene und ab Juli 1944 auch KZ-Häftlinge).

## Luftschutz
Als öffentlich zugängliche Luftschutzräume wurden genutzt: der am Hohlweg gelegene Brauereikeller, der Stollen „Unter der Alten Burg“ und ein Stollen bei der Kaserne der Schutzpolizei. Gegen Ende des Krieges wurde vom Heiliggraben aus in Richtung Gartenanlage ein weiterer Luftschutzstollen begonnen. Die großen Ascherslebener Betriebe hatten Luftschutzräume, die auch für die Bevölkerung genutzt wurden. Die größten waren die unterirdischen Anlagen der Junkerswerke („Junkers-Stollen“) und der Heeresmunitionsanstalt (MUNA).

## Die einzelnen Luftangriffe

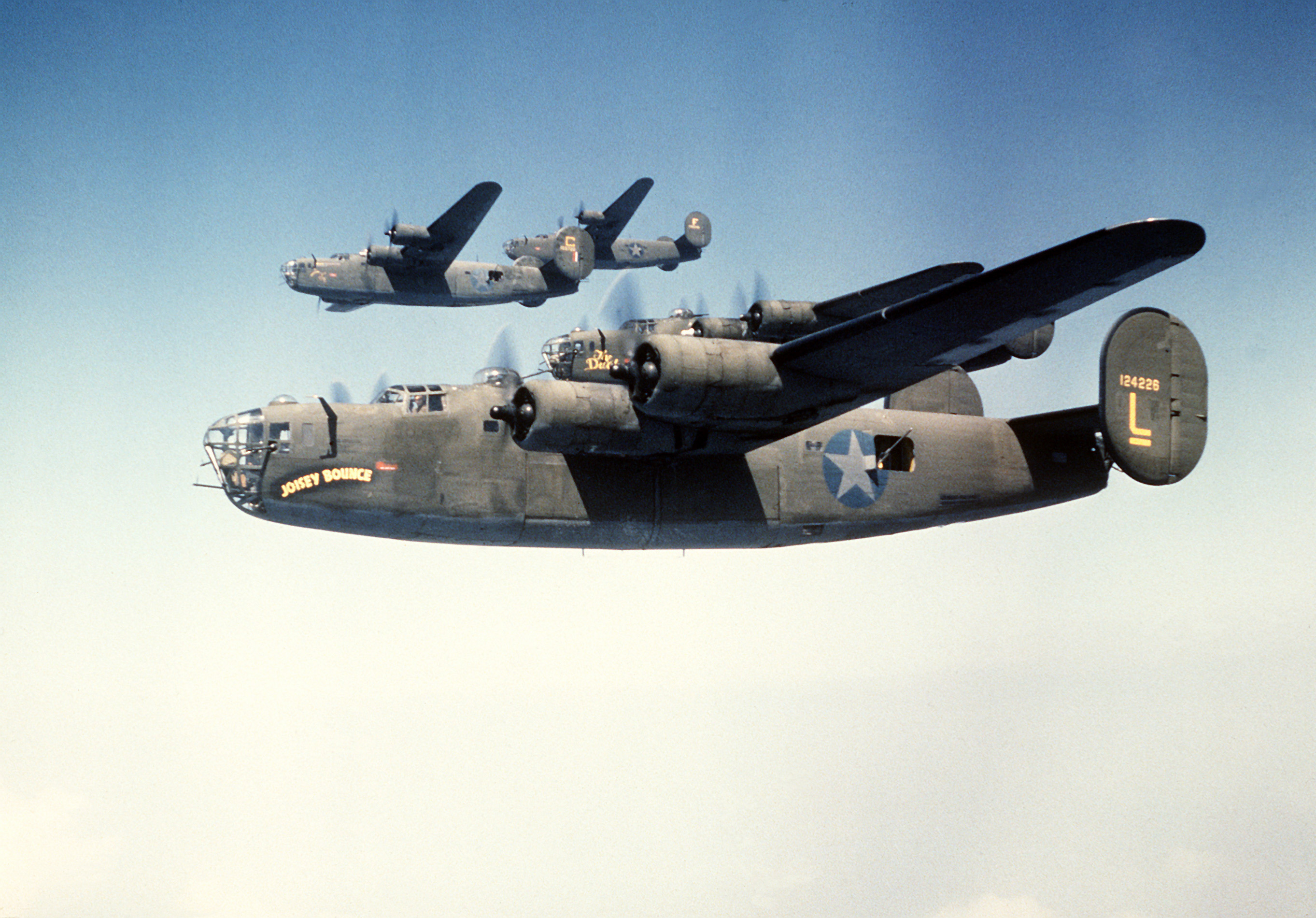
Amerikanische „Liberators“ B-24

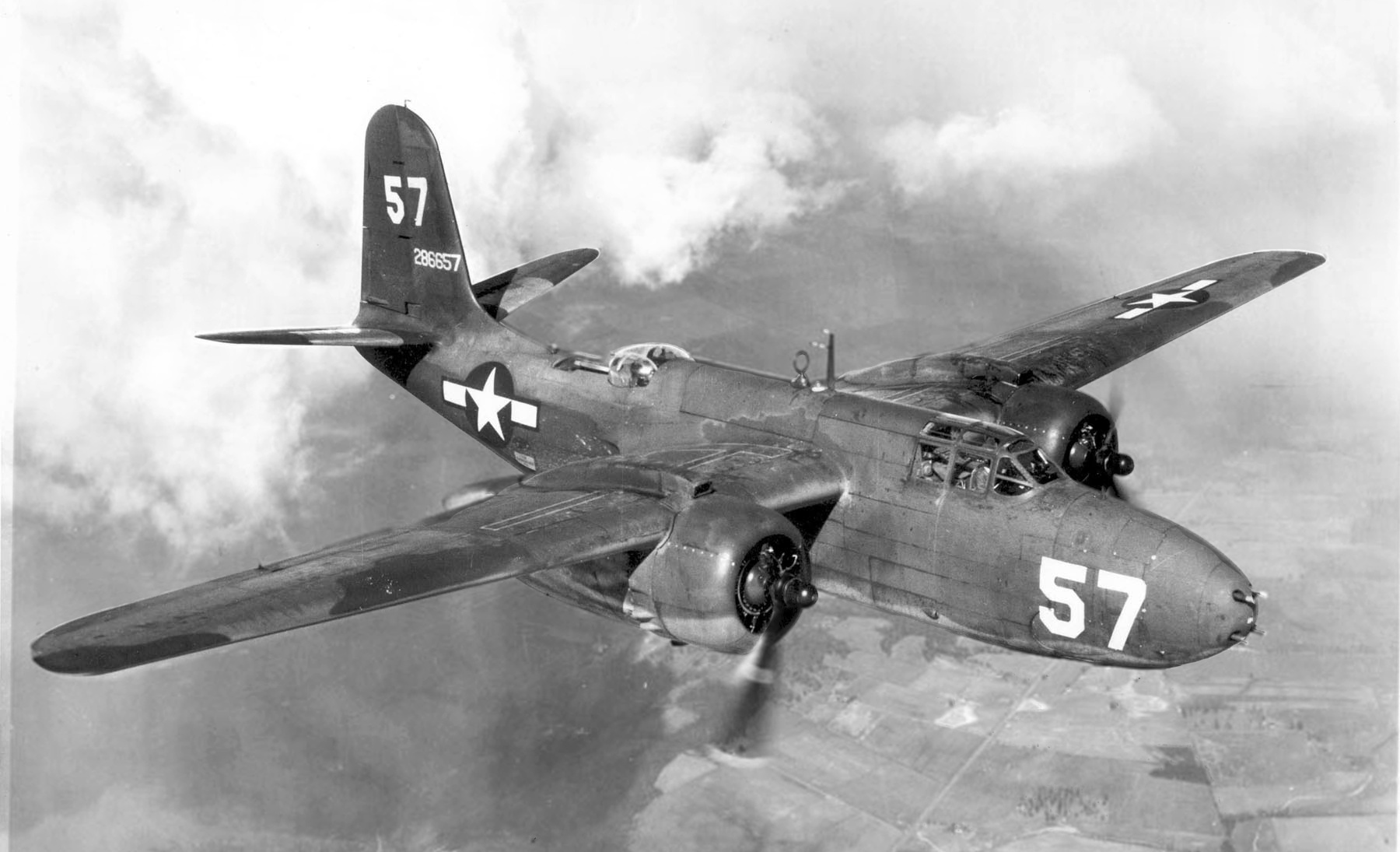
Amerikanisches Kampfflugzeug A-20 „Havoc“

Das britische Bomber Command führte in seiner Liste mit Fischdecknamen für hundert deutsche Städte, die für Luftangriffe der RAF vorgesehen waren, Aschersleben als „Redfin“: Seeforelle. Am 1./2. September 1940 fielen erstmals nachts vereinzelte britische Bomben südlich der Stadt, am 30. September/1. Oktober 1940 nachts auf den Flugplatz der Junkerswerke
- 21. Januar 1944: Die RAF flog einen Nachtangriff mit Brandbomben auf den Rangierbahnhof, die Junkerswerke mit dem Lager „Hochtrift“ und die Ascherslebener Maschinenbau AG (AMA). Eine Minenbombe, einige Phosphor-Brandbomben und Stabbrandbomben trafen die Junkerswerke. Die Phosphor-Brandbomben waren zum Teil Blindgänger. Auf das Barackenlager Hochtrift gingen 50 der Phosphor-Brandbomben nieder. Auch 52 Gebäude in der Umgebung des Werks wurden beschädigt. „Bei diesem Luftangriff gab es keine Toten zu beklagen“[3]

Es handelte sich beim 21./22. Januar 1944 um die gleiche Nacht, in der ein vorgesehener nächtlicher Großangriff der RAF auf Magdeburg wegen Orientierungsschwierigkeiten bei ungünstigem Wetter und effektiver deutscher Luftabwehr, scheiterte und stattdessen überwiegend 23 Kleinstädte und Dörfer in der Region bombardiert wurden. Zu diesen gehörte auch das Alternativziel Aschersleben. 57 von 648 schweren Bombern wurden abgeschossen, vorwiegend von deutschen Nachtjägern.
Ab Februar 1944 bis zur Besetzung der Stadt am 17./18. April 1945 übernahm die 8th Air Force der USAAF die weiteren Bombardements auf Aschersleben.
Am 20. Februar 1944 sollte Aschersleben neben Leipzig durch die USAAF angegriffen werden. Das Bombardement auf Aschersleben wurde jedoch durch schlechte Sicht verhindert und dafür das Ersatzziel Oschersleben angegriffen.
- 22. Februar 1944: Der Angriff fand im Rahmen der Big Week gegen Werke der deutschen Luftrüstung statt. Die 1st Bombardment Division der 8th Air Force der USAAF hatte Aschersleben, Halberstadt und Bernburg als Ziele. 34 B-17 der 303rd Bombardment Group, begleitet von Thunderbolt-Jagdflugzeugen, warfen von 14:01 bis 14:02 Uhr aus 7.000 Metern Höhe 78 Tonnen Bombenlast auf Aschersleben als Primärziel. Das Gelände des Junkers-Zweigwerks wurde voll getroffen. Nach US-Bericht war das Wetter „extrem günstig“ und keine Luftabwehr zu verzeichnen. Erst auf dem Rückflug gingen vier schwere Bomber durch Abschuss verloren.

Es gab bei dem Bombardement 45 deutsche und 25 ausländische Todesopfer. In einer Zeitungsanzeige trauerten die „NSDAP und die Volksgemeinschaft“ mit Nennung ihrer Namen um die „Opfer des feindlichen Bombenterrors“. Auf dem Adolf-Hitler-Platz fand am 26. Februar eine Trauerfeier vor den aufgereihten Särgen statt, mit Ehrenwachen, Kranzniederlegungen, Gedenkreden und Verlesen der Namen der Opfer. Beim Abtransport der Särge der deutschen Toten erklang gedämpft das Horst-Wessel-Lied, für die „Fremdvölkischen“ ein Trauermarsch. Die Särge wurden zum Städtischen Friedhof von einer Ehrenformationen der Wehrmacht und der Hitler-Jugend des Junkerswerks begleitet. Die Beisetzung der meisten deutschen und aller ausländischen Toten erfolgte auf dem Städtischen Friedhof. Dort wurde ein Karree der Trauernden um die gemeinsame Begräbnisstätte gebildet, unter Einschluss von Abordnungen der Ausländer aus dem Junkerswerk
- 22. April 1944: Für diesen Tag finden sich im Beerdigungsbuch des Friedhofs Aschersleben nach einem „bisher nicht bestätigten Luftangriff“ 74 deutsche und acht ausländische Tote[6] Gemeint ist wohl: „Durch US-Angaben nicht bestätigt“. Tatsächlich findet sich im Kriegstagebuch der 8th Air Force kein Eintrag über Angriffe auf Mitteldeutschland an diesem Tag[7].

Auch am 19. Juni 1944 gab es einen anderen „Unbestätigten Luftangriff“ auf Aschersleben, mit Abwurf von Brandkanistern.
- 29. Juni 1944: 47 „Liberators“ B-24 der 2nd und 3rd Bombardment Division der 8th Air Force der USAAF, begleitet von einer Eskorte von Jagdflugzeugen, warfen ab 9:32 Uhr 148 Tonnen Spreng- und Brandbomben auf Ziele in Aschersleben als Primärziel. Getroffen wurden die Junkers-Werke, die Junkers-Siedlung und die Heeresmunitionsanstalt (MUNA). Da der „Junkers-Stollen“ als große Luftschutzanlage inzwischen fertiggestellt war, gab es mit sieben deutschen und sieben ausländischen Opfern eine wesentlich geringere Zahl von Toten, als am 22. Februar. „Die Bomben des Feindes rissen aus unserer Mitte“ verlautete von NSDAP, „Volksgemeinschaft“ und Gauleiter Jordan. Die Beisetzung auf dem Städtischen Friedhof erfolgte am 3. Juli. Im Sterberegister des Friedhofs sind neben den sieben Deutschen zwei Belgier und fünf Russen (davon zwei Kinder) verzeichnet. Zu den Schutzräumen des Junkerswerks hatte neben der „Gefolgschaft“ (einschließlich Ausländern) auch die benachbarte Wohnbevölkerung Zutritt[8]

- 7. Juli 1944: 73 B-24  der 2nd Bombardment Division der USAAF warfen ab 10:30 Uhr aus etwa 7.000 Metern Höhe 204 Tonnen Spreng- und Brandbomben auf Aschersleben als Primärziel. Sie waren begleitet von Jagdflugzeugen der Typen P-47 Thunderbolt, P-38 Lightning und P-51 Mustang. Getroffen wurden die Stadtrand- und die Winninger Siedlung. Es gab 13 deutsche und 9 ausländische Todesopfer, nach Mühle und Kilian laut Sterberegister acht Deutsche und sechs Ausländer (zwei Belgier und vier Russen). Die Toten wurden am 10. Juli auf dem Städtischen Friedhof beigesetzt.

Von den 373 US-Bombern, die an diesem Tage Ziele in Mitteldeutschland angriffen, wurden mit einer neuen Einsatztaktik der deutschen Jagdflieger 28 (37) „Liberators“ in der Luftschlacht von Oschersleben/Luftschlacht über der Egelner Mulde abgeschossen und 127 beschädigt
- 31. März 1945 (Karsamstag): Sieben B-17 der 1st Bombardment Division warfen bei klarem, frühlinghaftem Wetter[10], ab 10:10 Uhr 24 Tonnen Bombenlast auf Aschersleben als Ausweichziel. Die Eskorte bestand aus Mustang-Jägern. Getroffen wurden das Stadtgebiet, der Bahnhof und die Johannis-Vorstadt. Vor allem in der Mittelstraße entstanden ausgedehnte Schäden.[11] Es gab 78 deutsche und 4 ausländische Todesopfer.

- 11. April 1945: Taktische US-Jagdbomber, vermutlich der 9th Air Force, griffen von 11:00 bis 12:00 Uhr die Stadt an. Betroffen waren besonders Bahnanlagen/Blumenstraße und das Krankenhaus. Es gab 39 Todesopfer, davon 16 aus dem Krankenhaus. Die Beisetzungen erfolgten am 16. April. Bei dem schweren Angriff[12] wurde – trotz weithin leuchtenden Roten Kreuzen auf den Dächern – das Krankenhaus bombardiert. Zwölf verwundete Soldaten, drei Krankenschwestern, ein Arzt und der Inspektor des Krankenhauses kamen durch Volltreffer ums Leben. Das Lazarett wurde schwer beschädigt. Ein aus Halle kommender Personenzug hatte wegen das Alarms keine Einfahrt. Während er wartete, wurde er von Jabos attackiert und zerstört. Die Fahrgäste flüchteten in die Häuser der Blumenstraße. In einem der Luftschutzkeller kamen durch Volltreffer 22 Menschen um. Der Rangierbahnhof im Westen der Stadt wurde völlig zerstört. Ein Munitionszug explodierte hier, Wagen für Wagen, bis in die Nacht. Schwere Gebäudeschäden entstanden in der heutigen August-Bebel-Straße, der Eislebener Straße und entlang des Bahngeländes.

- 11. bis 16. April 1945: täglich erfolgten Jabo-Angriffe, besonders auf die Bahnanlagen, bis diese völlig zerstört waren. Die Gebäudeschäden in der Stadt waren erheblich, die Zahlen der Toten und Verwundeten sind nicht genau bekannt. Der US-Major Harlan W. Newell soll weitere Luftangriffe oder sogar eine geplante finale Bombardierung von Aschersleben verhindert haben. Er wurde Stadtkommandant und 1995 Ehrenbürger der Stadt[13].

- Am 17./18. April wurde Aschersleben „gegen einigen Widerstand“ von US-Bodentruppen besetzt.

Das Junkers-Zweigwerk Aschersleben zeigte sich am Boden und auf amerikanischen Luftbildern im Mai 1945 „zwar beschädigt, aber intakt“. Bis zum Schluss hatten dort, zunehmend auch in ausgelagerten Betriebsteilen, bis zu 7.000 „Junkeraner“ gearbeitet: „Reichsdeutsche, Volksdeutsche, immer mehr Ältere, Frauen, Kriegsversehrte, angeworbene Ausländer, Zwangsarbeiter und KZ-Häftlinge“.

## Todesopfer
Die Addition der Todesopfer der („bestätigten“) Luftangriffe vom 22. Februar 1944 bis 11. April 1945 ergibt 182 deutsche und 45 ausländische Tote. Diese Zahlen sind jedoch nicht vollständig. Man muss wohl die 74 deutschen und 8 ausländischen Opfer eines „nicht bestätigten Luftangriffs“ vom 22. April 1944 dazuzählen, ebenso 21 „Terroropfer“ durch Tiefflieger im Februar 1945 und 40 Tote durch Tiefflieger im März und April 1945 (davon vier Kinder und zwei Ausländer). Außerdem gab es zahlreiche Vermisste. Man kann wohl – mit dem Friedhofswesen der Stadt – davon ausgehen, dass 450 Menschen Opfer der Luftangriffe geworden sind: 250 aus der Zivilbevölkerung und 200 Ausländer. Dazu kommt eine unbekannte Anzahl bei den Luftangriffen gefallener Wehrmachtsangehöriger und abgestürzter deutscher und alliierter Flugzeugbesatzungen.

## Begräbnis- und Gedenkstätten
Auf dem Hauptfriedhof von Aschersleben, in der Schmidtmannstraße 40, „An der Gedenkstätte der Terroropfer des II. Weltkrieges, wurden 291 Bürger, Zwangs- und Fremdarbeiter beigesetzt, die bei den Bombenangriffen auf das Junkers-Zweigwerk Aschersleben (und die Stadt) 1944/45 ums Leben kamen“.
Zustand der Begräbnisstätte nach 1945: Nach Kriegsende wurden die Einzelgrabstätten der Toten eingeebnet und als Massengrab erhalten. Das Gelände wurde mit Rasen versehen und sehr spärlich gepflegt. Auf diesem Gelände wurden auch die (bei den Bombenangriffen getöteten) ausländischen Arbeitskräfte bestattet. Die zwei hier beigesetzten, gefallenen US-Soldaten wurden noch während der kurzen amerikanischen Besatzungszeit in die USA überführt, die Niederländer, Belgier, Franzosen und andere Westeuropäer in deren Heimatländer. Die Italiener verblieben neben den Deutschen auf der Grabstätte. Erst nach Ende der DDR wurde diese „Gemeinschaftsgrabanlage“ etwas verschönert, einschließlich eines umgesetzten/umgewidmeten großen Grabdenkmals. Jährlich wird der Toten durch die Stadtverwaltung und Organisationen gedacht.
Heute (2020): An der ebenen, rasenbedeckten und von einer Hecke umgebenen Gräberstätte für die Opfer des Zweiten Weltkrieges auf dem Friedhof, sieht man auf einem Denkmal folgende Inschrift: HÖRT DIE MAHNUNG DER TOTEN – SCHÜTZT DEN FRIEDEN. GEDENKSTÄTTE FÜR DIE OPFER DES ZWEITEN WELTKRIEGES. Es handelt sich um ein umgewidmetes Denkmal. Auf der E-Seite eines Online-Projekts Gefallenendenkmäler kann man die Namen der hier Bestatteten finden: Deutsche, Polen, westliche Ausländer. Die Republik Italien hat – in den 1990er Jahren – den hier beigesetzten italienischen Militärinternierten, die Opfer der Luftangriffe wurden, einen Gedenkstein rechts vom Denkmal am Rande der Gräberfläche gesetzt: zweisprachiger Text, „Zum steten Gedenken an ihre hier ruhenden Gefallenen“. Auf der linken Seite des Denkmals steht ein Erinnerungsstein: „Zum Gedenken der Opfer von Flucht und Vertreibung. Die Erinnerung lebt in uns fort. 1945–1995“.
Auf dem sowjetischen Ehrenfriedhof gibt es auch „Gräber von Zwangsarbeitern (und sicher Kriegsgefangenen), die in Ascherslebener Betrieben arbeiten mussten und durch Luftangriffe auf Betriebe und Wohnlager ums Leben kamen“.

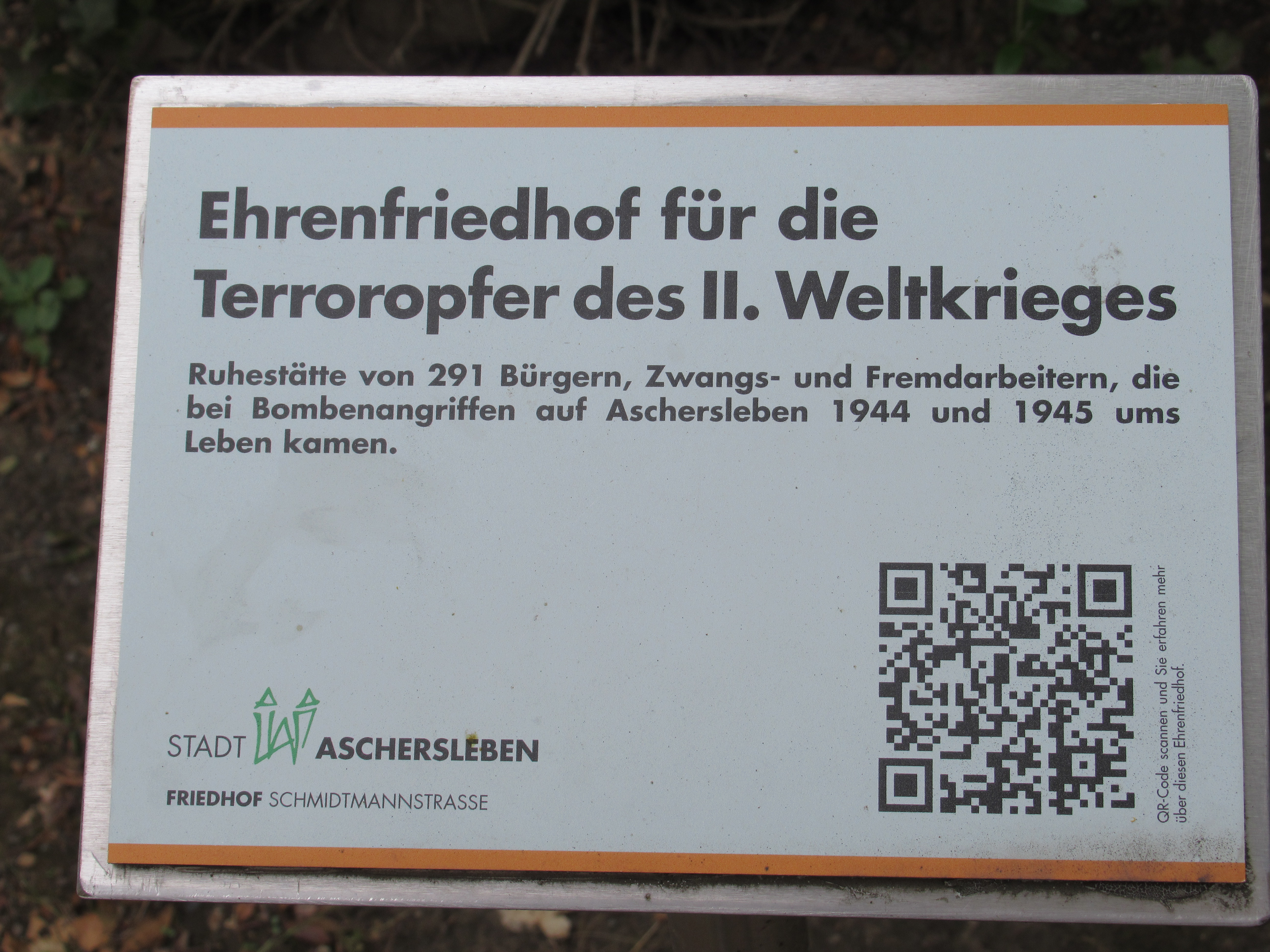
Sehr kleine Hinweistafel vor Ehrenfriedhof für deutsche und ausländische Bombenopfer
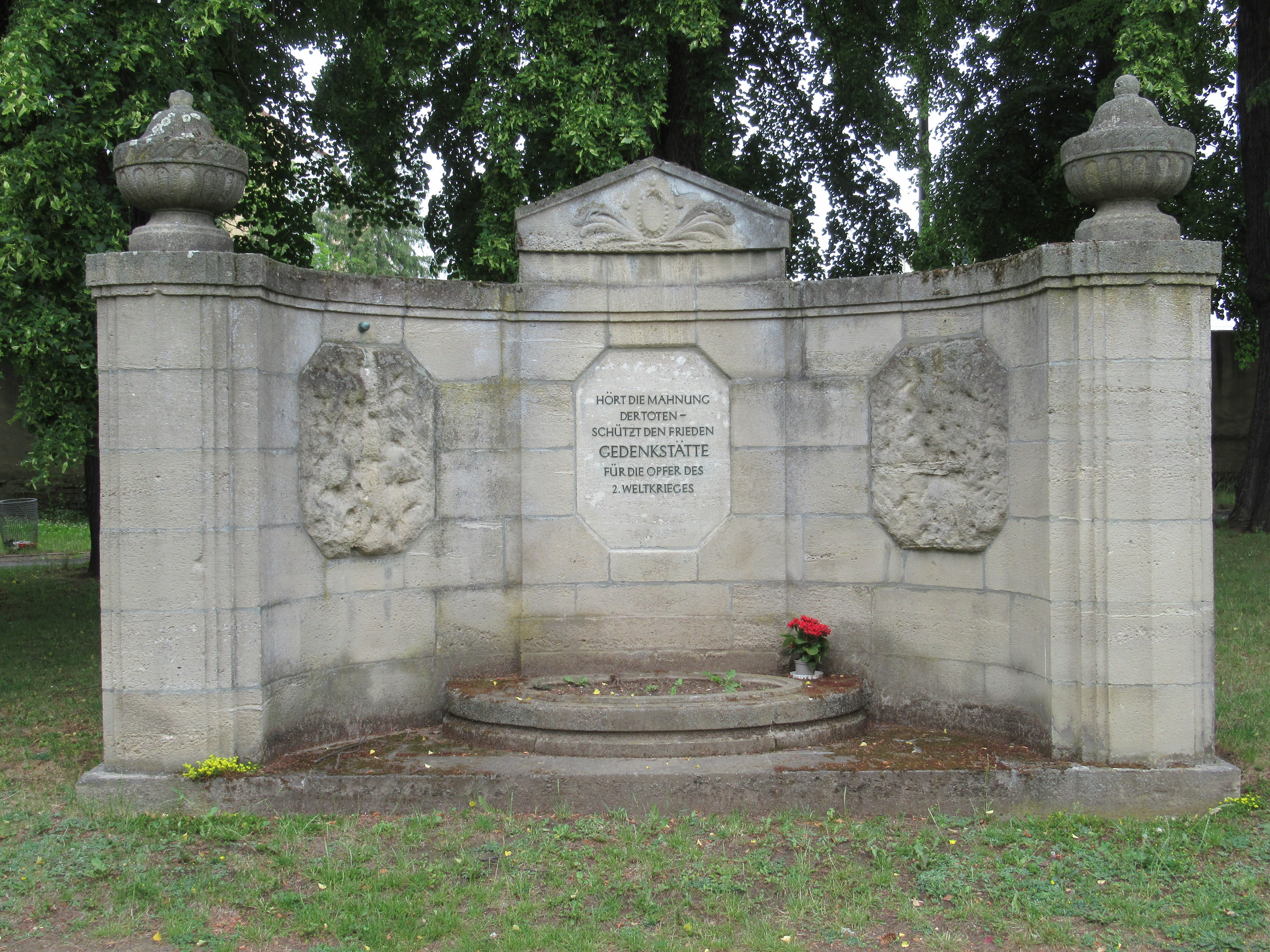
Denkmal auf Ehrenfriedhof für die Bombenopfer
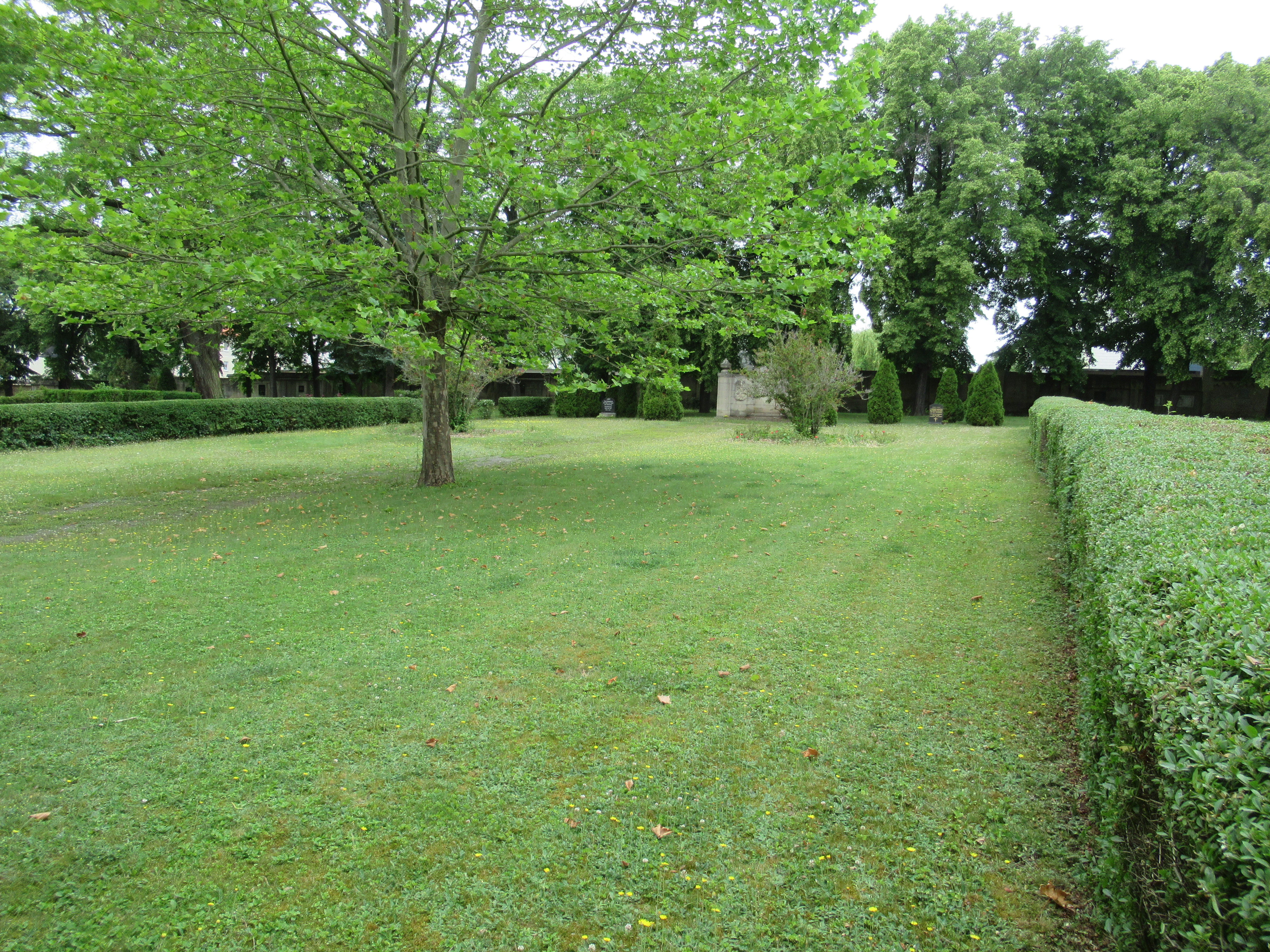
Gräberfeld mit den Bombenopfern
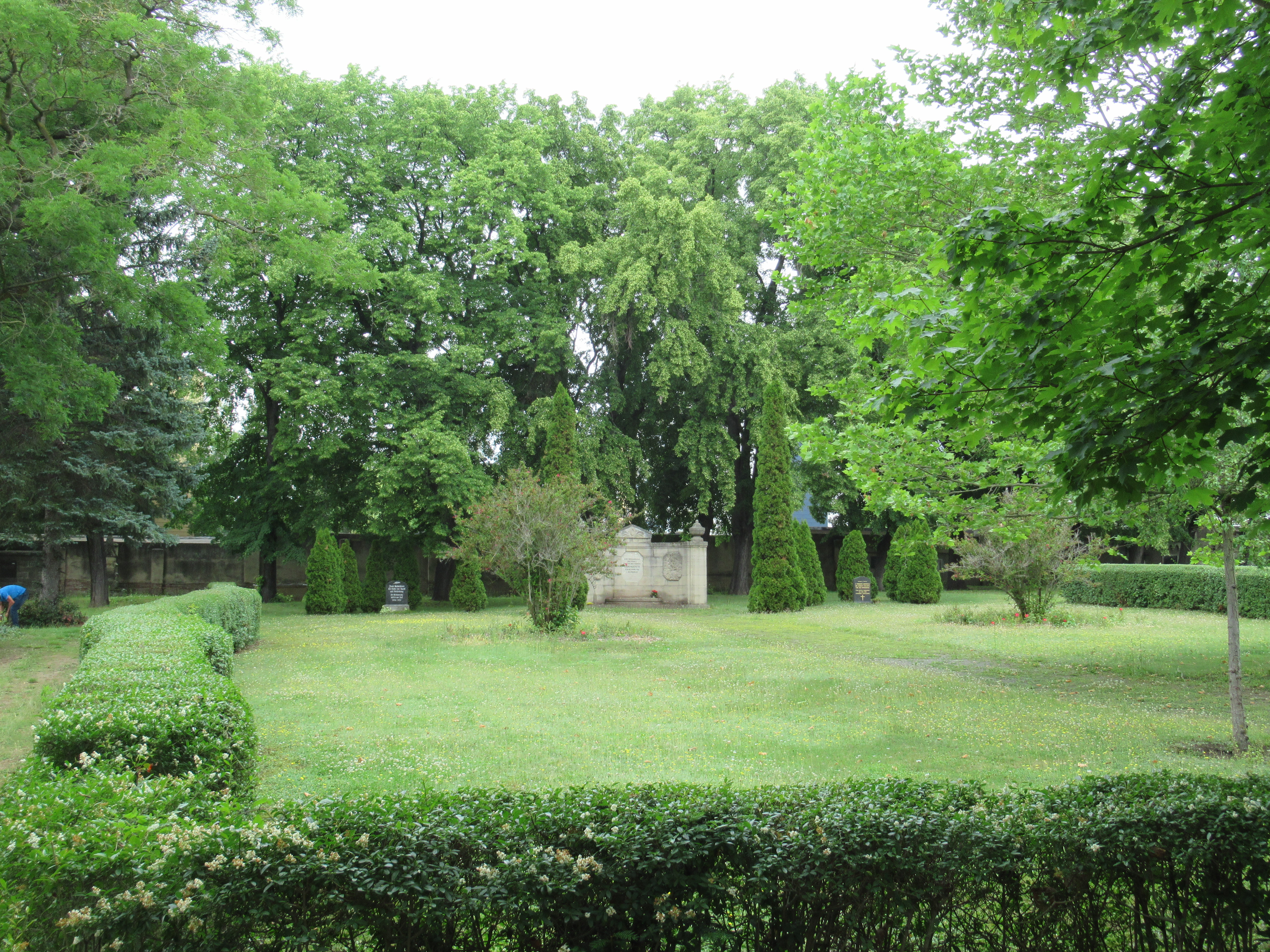
Gräberfeld mit den Bombenopfern
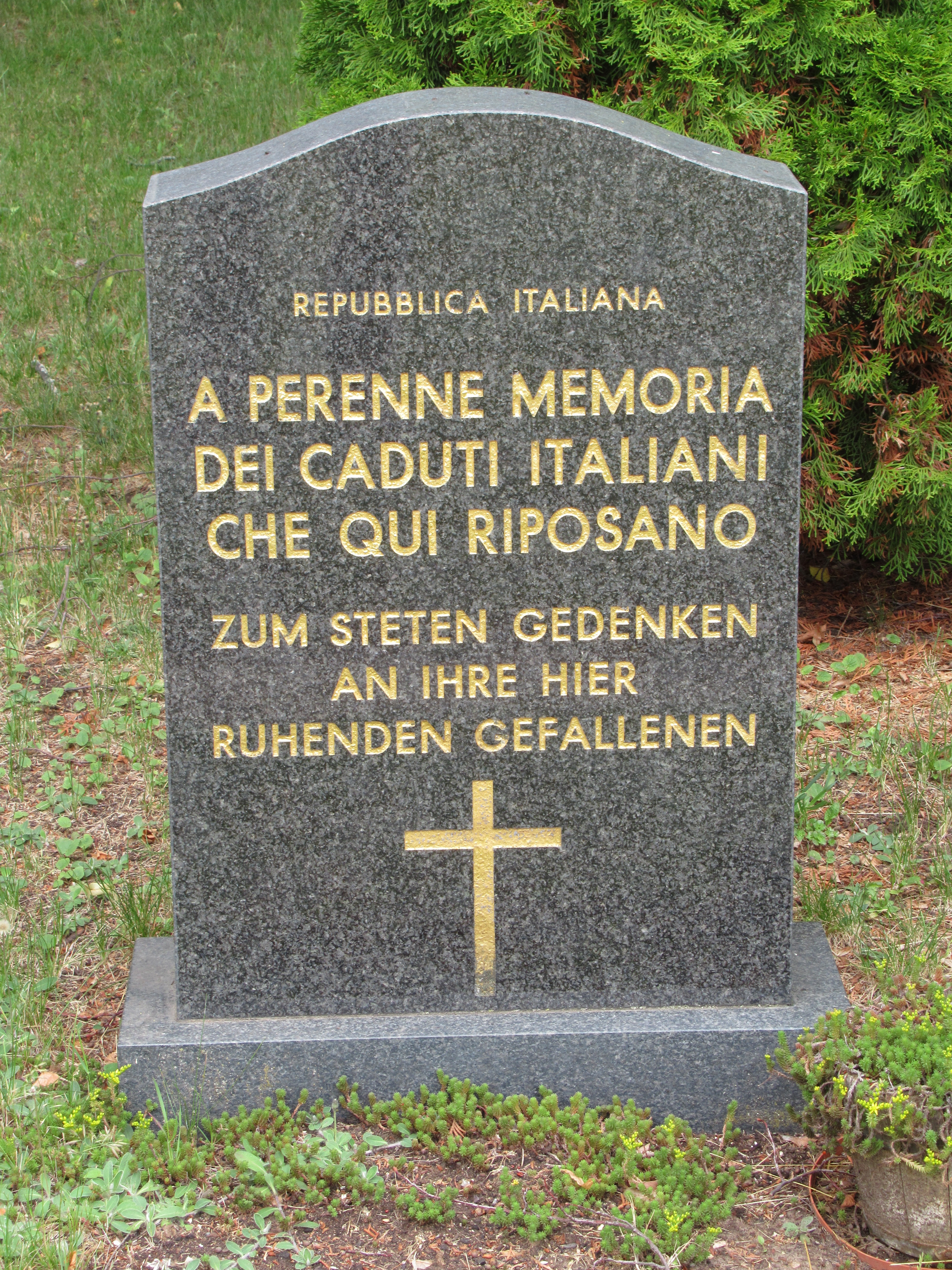
Gedenkstein für italienische Bombenopfer
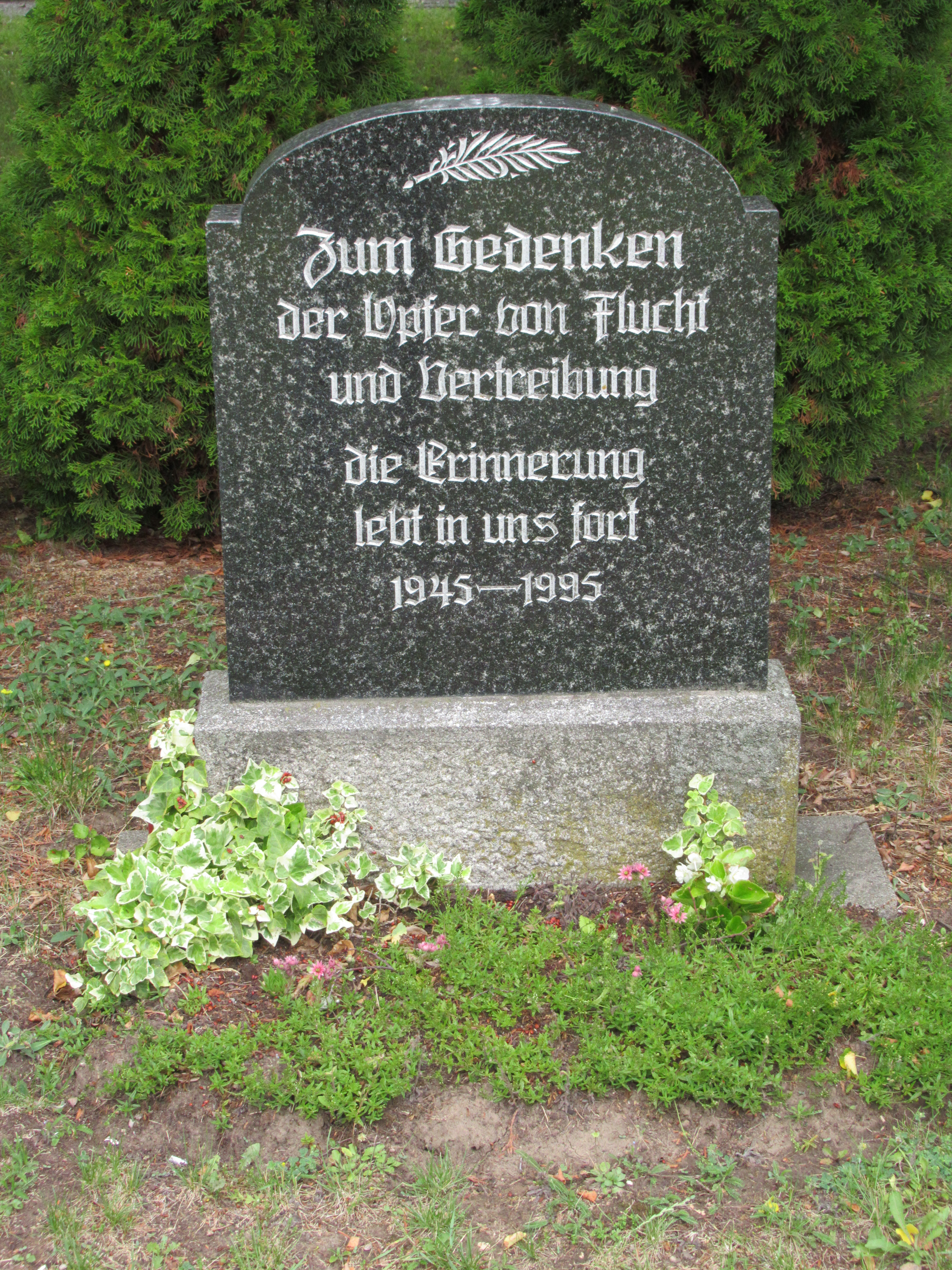
Gedenkstein für Vertreibungsopfer